# Liste der Monuments historiques in La Jarrie
Die Liste der Monuments historiques in La Jarrie führt die Monuments historiques in der französischen Gemeinde La Jarrie auf.

## Liste der Objekte
| Bezeichnung      | Beschreibung                    | Standort                           | Kennzeichnung | Schutzstatus | Datum | Bild |
| ---------------- | ------------------------------- | ---------------------------------- | ------------- | ------------ | ----- | ---- |
| Glocke           | Bronze, 1764 gegossen           | in der Kirche Ste-Madeleine (Lage) | PM17000176    | Classé       | 1908  |      |
| Weihwasserbecken | Stein, 15. oder 16. Jahrhundert | in der Kirche Ste-Madeleine (Lage) | PM17001689    | Inscrit      | 1991  |      |